# Buchlovice
Buchlovice (in tedesco Buchlowitz) è un comune mercato della Repubblica Ceca facente parte del distretto di Uherské Hradiště, nella regione di Zlín.

## Castel Buchlov

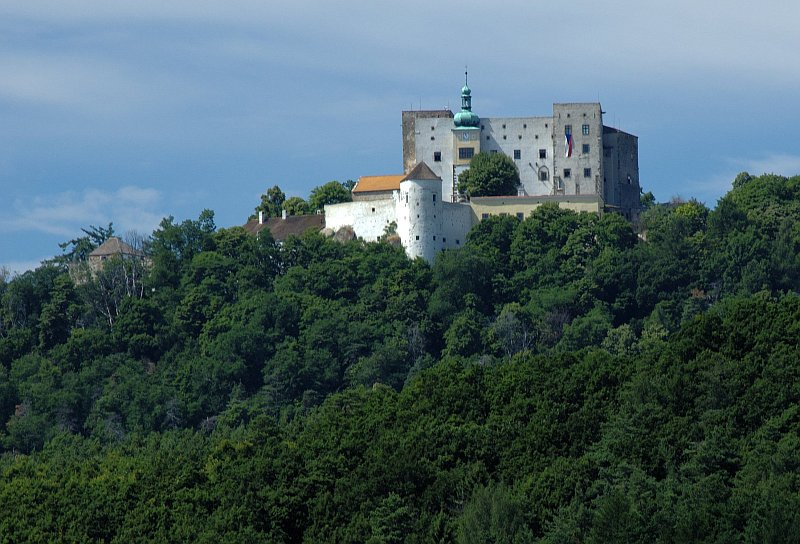
Castel Buchlov

Si tratta di una residenza reale della prima metà del XIII secolo, gradualmente ampliata e ricostruita, in particolare nel XVI secolo.
Gli interni hanno subito modifiche barocche dalla seconda metà del XVII a tutto il XVIII secolo. Si segnala l'ampia biblioteca e la collezione di scienze naturali.
Negli anni 1800-1945 la fortezza appartenne alla famiglia Berchtold.

## Il castello barocco di Buchlovice

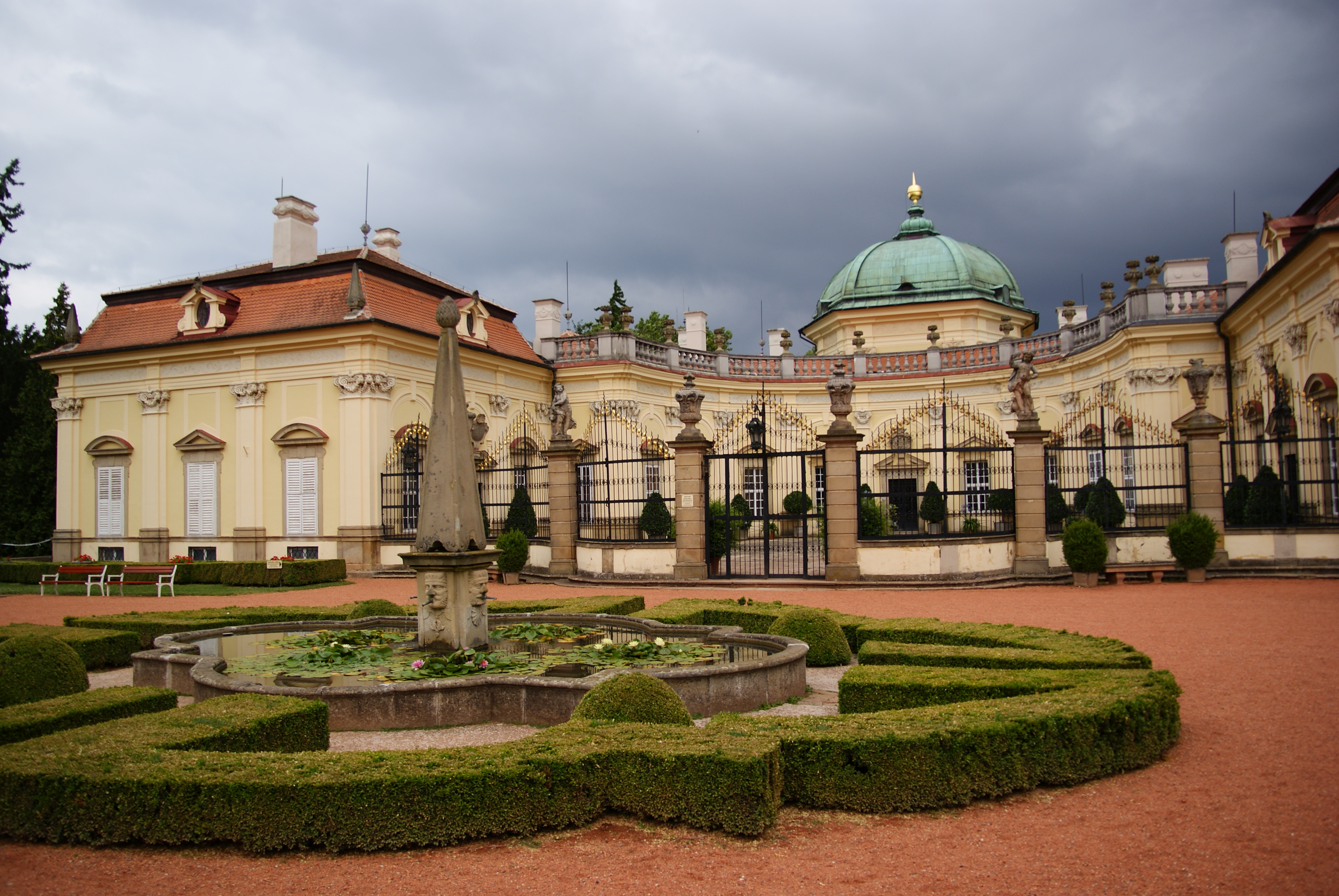
Il castello barocco

Il castello di Buchlovice fu costruito tra il XVII e il XVIII secolo: il corpo centrale è un'ampia villa di gusto italiano, al centro di un vasto giardino alla francese.
Gli interni storici racchiudono collezioni delle stirpi dei Petřvaldský e dei Berchtold.